# Baktyjar Dùjšôbekov
Baktyjar Dùjšôbekov (in kirghiso Бактыяр Дүйшөбеков?; Kùrmôntù, 3 giugno 1995) è un calciatore kirghiso, centrocampista del Neftči Kočkor-Ata e della nazionale kirghisa.

## Carriera

### Club
Ha giocato nella prima divisione dei campionati kirghiso, malaysiano e bengalese. In carriera ha giocato complessivamente 3 partite in Coppa dell'AFC.

### Nazionale
Ha partecipato alla Coppa d'Asia 2019, in cui ha giocato 2 partite, entrambe subentrando dalla panchina. Successivamente ha partecipato anche alla Coppa d'Asia 2023.

## Statistiche

### Cronologia presenze e reti in nazionale
| Cronologia completa delle presenze e delle reti in nazionale ― Kirghizistan | Cronologia completa delle presenze e delle reti in nazionale ― Kirghizistan | Cronologia completa delle presenze e delle reti in nazionale ― Kirghizistan | Cronologia completa delle presenze e delle reti in nazionale ― Kirghizistan | Cronologia completa delle presenze e delle reti in nazionale ― Kirghizistan | Cronologia completa delle presenze e delle reti in nazionale ― Kirghizistan | Cronologia completa delle presenze e delle reti in nazionale ― Kirghizistan | Cronologia completa delle presenze e delle reti in nazionale ― Kirghizistan |
| Data                                                                        | Città                                                                       | In casa                                                                     | Risultato                                                                   | Ospiti                                                                      | Competizione                                                                | Reti                                                                        | Note                                                                        |
| --------------------------------------------------------------------------- | --------------------------------------------------------------------------- | --------------------------------------------------------------------------- | --------------------------------------------------------------------------- | --------------------------------------------------------------------------- | --------------------------------------------------------------------------- | --------------------------------------------------------------------------- | --------------------------------------------------------------------------- |
| 11-1-2019                                                                   | al-'Ayn                                                                     | Kirghizistan                                                                | 0 – 1                                                                       | Corea del Sud                                                               | Coppa d'Asia 2019 - 1º turno                                                | -                                                                           | 77’                                                                         |
| 21-1-2019                                                                   | Abu Dhabi                                                                   | Emirati Arabi Uniti                                                         | 3 – 2 dts                                                                   | Kirghizistan                                                                | Coppa d'Asia 2019 - Ottavi di finale                                        | -                                                                           | 102’                                                                        |
| 11-6-2021                                                                   | Osaka                                                                       | Birmania                                                                    | 1 – 8                                                                       | Kirghizistan                                                                | Qual. Mondiali 2022                                                         | -                                                                           |                                                                             |
| 15-6-2021                                                                   | Suita                                                                       | Giappone                                                                    | 5 – 1                                                                       | Kirghizistan                                                                | Qual. Mondiali 2022                                                         | -                                                                           |                                                                             |
| Totale                                                                      |                                                                             | Presenze                                                                    | 4                                                                           |                                                                             | Reti                                                                        | 0                                                                           |                                                                             |

## Palmarès

### Club

#### Competizioni nazionali
- Coppa del Kirghizistan: 1

Dordoi Biškek: 2017
- Campionato kirghiso: 1

Dordoi Biškek: 2018